# 朱子语类
《朱子語類大全》（又名《朱子語類》），由南宋導江人黎靖德於咸淳六年（1270年）編成，全書共一百四十卷，集錄了南宋理學家朱熹（1130年－1200年）與其門人的對答，即今通行本《朱子語類》。在四庫全書中為子部儒家類。

## 历史
胡适指出，朱熹死後，最早编集朱子语类的是李道传。嘉定八年（1215年），李道传于池州搜辑朱子语类，共得三十三家所记的语录，刻成四十三卷的《朱子语录》，世稱“池录”。李道传之弟李性传继续搜访，又得四十一家，在饶州刻成四十六卷本的《朱子语续录》，李性传撰后序。吴坚又在建安刊刻《朱子语别录》，共搜得六十五家语录，“重加会粹，以三录所余二十九家，及增入未刊者四家，自为别集，以附《续录》，《后录》之末”。在剑南亦有朱熹門人弟子黃士毅在“池录”为基础的，成就《朱子语类》一百四十卷，即“蜀类”。但因各門人記錄互有出入，又因重刻版本不一，間有錯訛。咸淳六年（1270年），黎靖德收集這些語錄，刪除重復一千一百五十餘條，按內容分類編輯成爲二十六門，遂成定編，刊刻傳世。其中以口語式的文體記述了很多師徒間的對答，使朱熹精深細緻的哲學觀點，變得平易實用。在師徒一問一答之間，盡得儒學性命道德、天人事物之精要。當然，朱子所說的話，常因時間或物件的不同，及抄錄者理解力的不同，而有互相矛盾的地方。朱熹其门人李性傳认为，朱熹的《语类》与《四书集注》有矛盾的，应以《集注》为准。但是，想要深入瞭解朱子學派的思想，《朱子語類》乃是最寶貴的資料。

## 內容
《朱子語類》編排首論理氣、性理、鬼神等世界本原問題，以太極、理爲天地之始；其次闡釋心性情意、仁義禮智等倫理道德及人物性命之原；再論知行、力行、讀書、爲學之方等認識方法。又分別論述《四書》、《五經》，以孔、孟、周、程、張、朱爲傳此理者，排釋老、明道統。共有一百四十卷。

## 其他版本
胡適在《朱子語類的歷史》一文將各家所記朱子語錄、語類，按年代先後排列出來。這裏也錄以參考：
- “池錄”（李道傳在池州刻的《朱子語錄》三十三家）1215年
- “蜀類”（黃士毅編，史公說在眉州刻的《語類》七十家）1219－20年
- “饒錄”（李性傳在饒州鄱陽刻的《語續錄》四十一家）1228年
- “婺錄”（王佖在婺州編刻的《語後錄》三十家）約1245年
- “饒後錄”（蔡抗在饒州刻的《語後錄》二十三家）1245年
- “徽類”（徽州翻刻“蜀類”，增入“饒錄”九家）1252年
- “徽續類”（徽州刻王佖的《語續類》四十卷）1252年
- “建別錄”（吳堅在建安刻的《語別錄》二冊）1265年
- “語類大全”（黎靖德在江西建昌刻的《語類大全》）1270年

以下又列黎編本的重刻本三種：
- 《語類》成化重刻本（成化九年江西藩司刻）1473年
- 《語類》萬曆重刻本（萬曆三十二年婺源朱崇沐刻）1603－04年
- 《語類》呂氏寶誥刻本（呂留良刻）17世紀